# Химкинское благочиние
Химкинское благочиние — округ Сергиево-Посадской епархии Русской православной церкви, объединяющий 13 приходов в пределах городских округов Химки и Лобня Московской области.
Благочинный округа — протоиерей Артемий Гранкин, настоятель Богоявленского храма города Химки.

## История
Химкинское благочиние было создано 17 июня 2003 года указом управляющего Московской епархии. Благочиние объединило храмы города Химки и Химкинского района, храмы города Долгопрудный и города Лобня. Благочинным был назначен эконом Московского епархиального управления игумен Владимир (Денисов), который одновременно стал настоятелем Петропавловского храма города Химки. В 2006 году округ был переименован в Долгопрудненско-Химкинский, а в 2008 году, в связи с образованием Долгопрудненского благочиния, снова стал именоваться Химкинским. В августе 2014 года игумена Владимира (Денисова) в должности благочинного Химкинского церковного округа сменил протоиерей Артемий Гранкин, который был назначен настоятелем Богоявленского храма города Химки.

## Храмы благочиния

### городЛобня
- Филаретовская церковь
- церковь иконы Божией Матери «Спорительница хлебов»
- Спасская церковь
- Михаило-Архангельская церковь
- церковь блаженной Матроны Московской
- церковь иконы Божией Матери «Всех скорбящих Радость»
- Серафимовский храм

### бывший городСходня
- Храм Святой Троицы
- часовня блаженной Матроны Московской (55°57′03″ с. ш. 37°18′07″ в. д.HGЯO)

### бывшая деревня Траханеево
- Успенская церковь

### бывший посёлок Фирсановка
- Георгиевская церковь (55°57′30″ с. ш. 37°14′43″ в. д.HGЯO)
- домовый храм святителя Игнатия Брянчанинова
- часовня преподобного Сергия Радонежского (55°56′17″ с. ш. 37°15′01″ в. д.HGЯO)

### город Химки
- Петро-Павловская церковь
- Богоявленская церковь
- Храм Покрова Пресвятой Богородицы при АГЗ МЧС РФ
- Александро-Невская церковь
- церковь блаженной Матроны Московской
- церковь Новомучеников и исповедников Российских
- домовый храм святителя Луки Симферопольского
- крестильный храм иконы Божией Матери Феодоровская
- часовня пророка Илии
- часовня благоверного князя Игоря
- часовня в честь иконы Божией Матери «Всех скорбящих Радость»

### город Москва
- храм мученика Уара

## Канцелярия благочиния
Московская область, город Химки, улица Лавочкина, стр. 6, храм Богоявления Господня .